# Taux d'intérêt réel

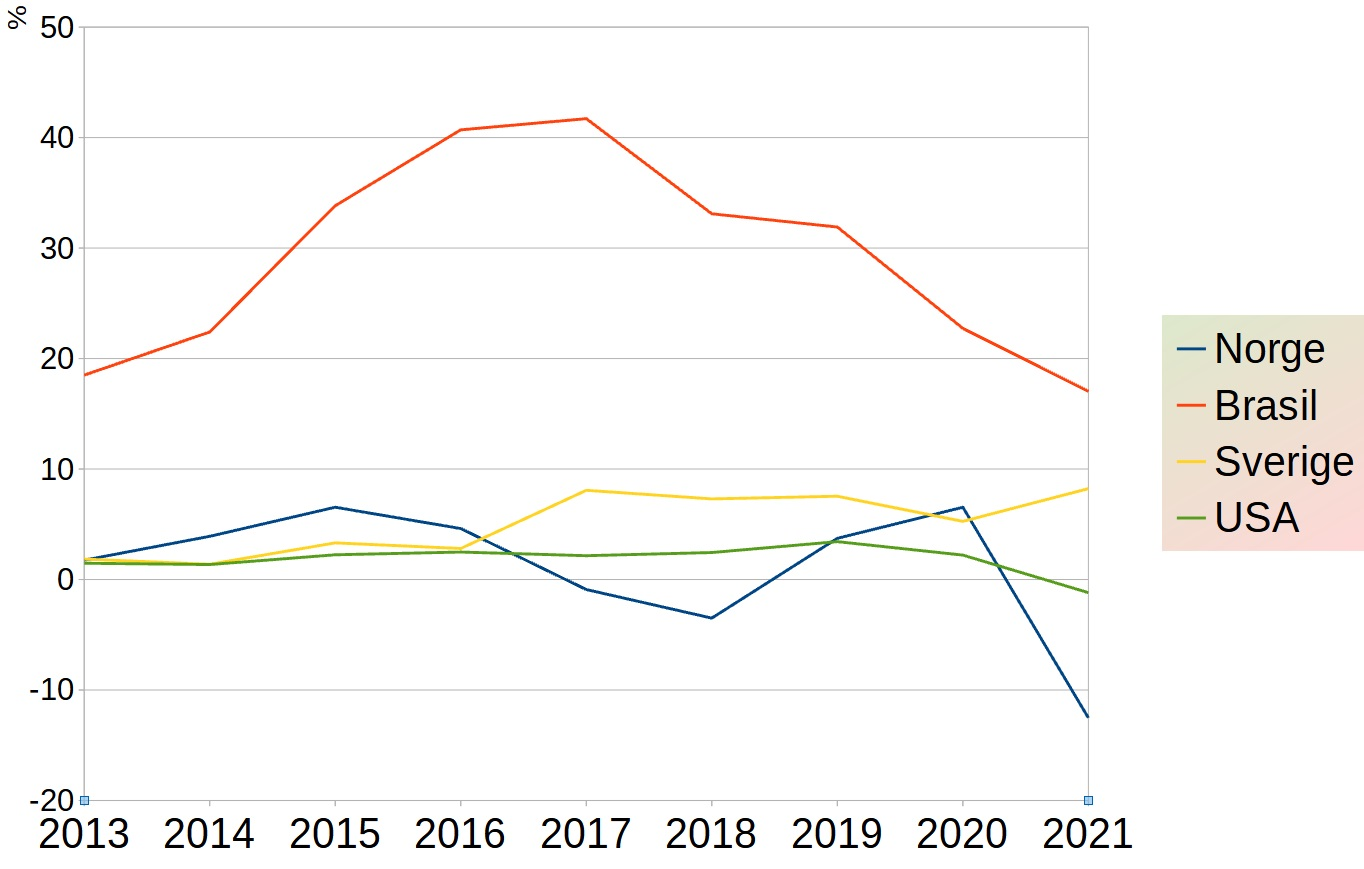
Taux d'intérêt réel de 2013 à 2021 pour la Norvège, la Suède, le Brésil et les États-Unis.

En économie et en sciences actuarielles, le taux d'intérêt réel est le taux d'intérêt nominal auquel on doit effectuer une correction afin qu'il tienne compte du taux d'inflation et de la prime de risque.
Avec un taux d'intérêt nominal {\displaystyle i} et un taux d'inflation {\displaystyle \pi }, tous deux mesurés sur une même période, l'équation du taux d'intérêt réel, noté {\displaystyle r}, sur cette période est la suivante:
{\displaystyle r=(i-\pi )/(1+\pi )} 
Il est possible, de façon intuitive, d'approximer le taux d'intérêt réel de la façon suivante :
{\displaystyle r} {\displaystyle \approx i-\pi }
En fait, cette équation approximative peut être déterminée ex post grâce à l'équation de Fisher :
{\displaystyle 1+i=(1+r)(1+\pi )}
Où {\displaystyle r} est le taux d'intérêt réel, {\displaystyle i} le taux d'intérêt nominal, et {\displaystyle \pi } le taux d'inflation.
On peut en déduire approximativement :
{\displaystyle r\approx i-\pi }
Si l'on essaye de déterminer le taux d’intérêt réel non plus ex post mais ex ante, on peut réécrire l'équation de Fisher de la manière suivante : 
{\displaystyle 1+i=(1+r)(1+\pi _{e})}
Où {\displaystyle \pi _{e}}est le taux d'inflation anticipé.

## Historique des taux d'intérêt réel
Dans l’ouvrage The Theory of Interest (publié en 1907 et republié en 1930), Irving Fisher (1867-1947) est le premier économiste à distinguer clairement taux d'intérêt nominal et taux d'intérêt réel, en fonction de la hausse des prix. Les années 1970, marquées par l'inflation, en particulier lors du second choc pétrolier, ont rendu cette approche importante.
En France, le taux d'intérêt à 10 ans avait atteint son maximum historique à 17 % en 1980, avant de baisser régulièrement. La décrue de l'inflation, encore plus accentuée, n'a pas permis de faire baisser les taux d'intérêt réel, dont le recul n'a eu lieu qu'une décennie plus tard et très progressivement. Ensuite, dès 2010, le taux d'intérêt réel, passé sous les 2 %, était inférieur des deux-tiers à sa moyenne des années 1990.
| Année            | 1981   | 1982   | 1983   | 1984   | 1985   | 1986  | 1987  | 1988  | 1989  | 1990   | Moyenne années 1980 |
| Taux 10 ans (fr) | 17,4 % | 14,8 % | 14,4 % | 13,4 % | 11,9 % | 9,2 % | 9,9 % | 8,6 % | 9,3 % | 10,0 % | 11,9 %              |
| Indice prix      | 13,4 % | 11,8 % | 9,6 %  | 7,4 %  | 5,8 %  | 2,7 % | 3,1 % | 2,7 % | 3,6 % | 3,4 %  | 6,6 %               |
| Taux 10 ans réel | 4,0 %  | 3,0 %  | 4,8 %  | 6,0 %  | 6,1 %  | 6,5 % | 6,8 % | 5,9 % | 5,7 % | 6,6 %  | 5,5 %               |

| Année            | 1991  | 1992  | 1993  | 1994  | 1995  | 1996  | 1997  | 1998  | 1999  | 2000  | Moyenne années 1990 |
| Taux 10 ans (fr) | 8,6 % | 8,1 % | 5,6 % | 8,3 % | 6,6 % | 5,8 % | 5,3 % | 3,9 % | 5,5 % | 5 %   | 6,3 %               |
| Indice prix      | 3,2 % | 2,4 % | 2,1 % | 1,6 % | 1,8 % | 2,0 % | 1,2 % | 0,7 % | 0,5 % | 1,7 % | 1,7 %               |
| Taux 10 ans réel | 5,4 % | 6,1 % | 3,5 % | 6,7 % | 4,8 % | 3,8 % | 4,1 % | 3,2 % | 5 %   | 3,3 % | 4,6 %               |

| Année            | 2001  | 2002  | 2003  | 2004  | 2005  | 2006  | 2007  | 2008  | 2009  | 2010  | Moyenne années 2000 |
| Taux 10 ans (fr) | 5 %   | 4,3 % | 4,3 % | 3,7 % | 3,3 % | 4 %   | 4,4 % | 3,4 % | 3,6 % | 3,4 % | 3,9 %               |
| Indice prix      | 1,7 % | 2,1 % | 1,9 % | 2,1 % | 1,8 % | 1,6 % | 1,5 % | 2,8 % | 0,1 % | 1,5 % | 1,7 %               |
| Taux 10 ans réel | 3,3 % | 2,2 % | 2,4 % | 1,6 % | 1,5 % | 2,4 % | 2,9 % | 0,6 % | 3,5 % | 1,9 % | 2,2 %               |

| Année            | 2011  | 2012  | Moyenne années 2010 |
| Taux 10 ans (fr) | 3,2 % | 2,2 % | 2,7 %               |
| Indice prix      | 2,1 % | 2,0 % | 2,05 %              |
| Taux 10 ans réel | 1,1 % | 0,2 % | 0,65 %              |

## Calcul exact et approximatif
Le calcul exact est fait par  une division : le taux d'intérêt réel, {\displaystyle r}, lorsque le taux nominal du prêt est {\displaystyle i} et celui de l'inflation est {\displaystyle \pi }, est donné par la formule {\displaystyle 1+r=(1+i)/(1+\pi )}, c'est-à-dire {\displaystyle r=(1+i)/(1+\pi )-1}.
Par exemple, avec {\displaystyle i} = 200 % et {\displaystyle \pi } = 100 %, de 100 %, {\displaystyle r} = ((1+2)/(1+1)) -1 = 50 %.
Lorsque le taux d'inflation est faible, mais seulement sous cette condition, le taux réel est approximativement égal à la différence entre le taux nominal et le taux d'inflation.

### Exemples
- Considérons un prêt de 1 000 euros, d'une durée de 1 an, au taux de 7,1 % ; 1 071 euros devraient être remboursés (1 000 + 71) dans un an.

Imaginons que le taux d'inflation prévu pour l'année à venir soit faible, c'est-à-dire de 2 %. À ce taux, ce qui coûte aujourd'hui 1 000 euros vaudra alors 1 020 euros dans un an. Comme 1 071 est égal à 1 020 augmenté de 5 %, avec le remboursement de l'emprunt (1 071 euros) on pourra acheter 5 % de plus dans un an qu'avec 1 000 euros aujourd'hui : la différence : 7,1 % - 2 % = 5,1 % est une bonne approximation de l'augmentation du pouvoir d'achat (5 %).
- Considérons à nouveau un prêt de 1 000 euros, d'une durée de 1 an, mais à un taux d'intérêt de 32 %, soit nettement plus élevé ; 1 320 euros devraient être remboursés (1 000 + 320) dans un an.

Imaginons que le taux d'inflation prévu soit également plus élevé, soit 10 %. À ce taux, ce qui coûte aujourd'hui 1 000 euros vaudra 1 100 euros dans un an. Comme 1 320 est égal à 1 100 augmenté de 20 %, avec le remboursement de l'emprunt (1 320 euros) on pourra acheter 20 % de plus dans un an qu'avec 1 000 euros aujourd'hui : la différence  de 32 % - 10 % = 22 % surestime davantage l'augmentation du pouvoir d'achat qui n'est lui que de 20 %.